# Nova Palmeira
Nova Palmeira é um município brasileiro do estado da Paraíba, localizado na Região Geográfica Imediata de Cuité-Nova Floresta. De acordo com o censo realizado pelo IBGE (Instituto Brasileiro de Geografia e Estatística) no ano de 2010, sua população é de 4.365 habitantes e com uma perspectiva populacional em 2017 de 4.849 habitantes. Área territorial de 310 km².

## Geografia
O município está incluído na área geográfica de abrangência do semiárido brasileiro, definida pelo Ministério da Integração Nacional em 2005.  Esta delimitação tem como critérios o índice pluviométrico, o índice de aridez e o risco de seca.